# Thingalnagar
Thingalnagar è una suddivisione dell'India, classificata come town panchayat, di 12.554 abitanti, situata nel distretto di Kanyakumari, nello stato federato del Tamil Nadu. In base al numero di abitanti la città rientra nella classe IV (da 10.000 a 19.999 persone).

## Geografia fisica
La città è situata a 08° 11' 47 N e 77° 17' 59 E.

## Società

### Evoluzione demografica
Al censimento del 2001 la popolazione di Thingalnagar assommava a 12.554 persone, delle quali 6.121 maschi e 6.433 femmine. I bambini di età inferiore o uguale ai sei anni assommavano a 1.282, dei quali 631 maschi e 651 femmine. Infine, coloro che erano in grado di saper almeno leggere e scrivere erano 9.826, dei quali 4.955 maschi e 4.871 femmine.